# Wainiha (Hawái)
Wainiha es un lugar designado por el censo ubicado en el condado de Kauai en el estado estadounidense de Hawái. En el año 2010 tenía una población de 318 habitantes.

## Geografía
Wainiha se encuentra ubicado en las coordenadas 22°11′32″N 159°32′48″O / 22.19222, -159.54667.